# Zostera
Zostera é um género botânico pertencente à família Zosteraceae.
Na classificação taxonômica de Jussieu (1789), Zostera é um gênero  botânico,  ordem Aroideae,  classe Monocotyledones com estames hipogínicos.

## Principais espécies
Apresenta 12 espécies. As principais são:
- Zostera marina
- Zostera angustifolia
- Zostera capricorni
- Zostera japonica
- Zostera nana
- Zostera noltii

## Classificação do gênero
| Sistema | Classificação                      | Referência               |
| ------- | ---------------------------------- | ------------------------ |
| Linné   | Classe Gynandria, ordem Polyandria | Species plantarum (1753) |